# Arthropteris
Arthropteris, rod papratnjča smješten u porodicu Tectariaceae, a  nedavno u vlastitu porodicu Arthropteridaceae (Liu et al. 2013). dio je reda osladolike. Pripada mu 13 do 16 vrsta u tropskom i suptropskom Starom svijetu do Pacifika i Otocima Juan Fernández.
Porodica Arthropteridaceae je prihvaćena kao odvojena od Tectariaceae od strane PPG-II.

## Vrste
1. Arthropteris altescandens (Colla) J.Sm.
2. Arthropteris articulata (Brack.) C.Chr.
3. Arthropteris beckleri (Hook.) Mett.
4. Arthropteris boutoniana (Hook.) Pic.Serm.
5. Arthropteris cameroonensis Alston
6. Arthropteris monocarpa (Cordem.) C.Chr.
7. Arthropteris neocaledonica Copel.
8. Arthropteris orientalis (J.F.Gmel.) Posth.
9. Arthropteris palisotii (Desv.) Alston
10. Arthropteris parallela (Baker) C.Chr.
11. Arthropteris paucivenia (C.Chr.) H.M.Liu, Hovenkamp & H.Schneid.
12. Arthropteris submarginalis Domin
13. Arthropteris tenella (G.Forst.) J.Sm.

## Sinonimi
- Psammiosorus C.Chr.; Dansk Bot. Ark. 7: 73 (1932)